# George Chakiris
George Chakiris (16 de setembre de 1934, Norwood, Ohio, Estats Units), de vegades anomenat George Kerris, és un actor de cinema i un ballarí estatunidenc d'origen grec. Les seves pel·lícules més notables són West Side Story i Les senyoretes de Rochefort .

## Biografia
Chakiris va realitzar el seu debut cinematogràfic el 1947 com a part del cor de Song of Love. Durant alguns anys, va tenir petits papers, generalment com a ballarí o membre del cor en musicals. Va ser un dels ballarins a Diamonds Are a Girl's Best Friend de Marilyn Monroe a Els senyors prefereixen les rosses. També va aparèixer amb Rosemary Clooney a Nadal blanc. També va actuar en la part "Chop Suey" del musical Flower Drum Song.
El seu més gran èxit va arribar amb el film West Side Story, pel qual va guanyar l'Oscar al millor actor secundari el 1962 pel seu rol com Bernardo. El 1963, va actuar juntament amb Charlton Heston i Yvette Mimieux en el film Diamond Head. També va participar en el musical de Jacques Demy Les senyoretes de Rochefort .
Chakiris també va actuar a Broadway i en televisió. A principis dels anys 1960, va iniciar una carrera com a cantant de pop i va treure diversos senzills.
Chakiris va començar a actuar en televisió quan es va reduir el nombre de papers que li oferien en el cinema. Va treballar en televisió de forma contínua durant els anys 1970 i els anys 1980, apareixent en programes com Medical Center, Hawaii Five-O, Dallas, Murder, She Wrote i Santa Barbara. També va tenir un paper regular a Superboy com el Professor Peterson durant les dues primeres temporades de la sèrie entre 1988 i 1990.

## Filmografia
| Any  | Pel·lícula                                                    | Paper                                          | Notes                                                                 |
| ---- | ------------------------------------------------------------- | ---------------------------------------------- | --------------------------------------------------------------------- |
| 1947 | Song of Love                                                  | nen en la coral                                | George Kerris                                                         |
| 1951 | The Great Caruso                                              | Ballarí                                        | no surt als crèdits                                                   |
| 1952 | Stars and Stripes Forever                                     | Ballarí de la tropa                            | no surt als crèdits                                                   |
| 1953 | Give a Girl a Break                                           | Ballarí                                        | no surt als crèdits                                                   |
| 1953 | Second Chance                                                 | Surt en una seqüència de ball                  | no surt als crèdits                                                   |
| 1953 | Els senyors prefereixen les rosses (Gentlemen Prefer Blondes) | ballarí                                        |                                                                       |
| 1953 | The 5,000 Fingers of Dr. T                                    | Ballarí                                        | George Kerris                                                         |
| 1954 | There's No Business Like Show Business                        |                                                |                                                                       |
| 1954 | The Country Girl                                              | Ballarí                                        | no surt als crèdits                                                   |
| 1954 | Nadal blanc (White Christmas)                                 | Ballarí a 'Mandy' i 'Love'                     | no surt als crèdits                                                   |
| 1954 | Brigadoon                                                     | ballarí                                        | no surt als crèdits                                                   |
| 1955 | The Girl Rush                                                 | home en una coral, al número 'Hillbilly Heart' | no surt als crèdits                                                   |
| 1956 | Meet Me in Las Vegas                                          | jove grum                                      | George Kerris                                                         |
| 1957 | Under Fire                                                    | Soldat ras Steiner                             | no surt als crèdits                                                   |
| 1961 | West Side Story                                               | Bernardo                                       | Oscar al millor actor secundari Globus d'Or al millor actor secundari |
| 1962 | Two and Two Make Six                                          | Larry Curado                                   |                                                                       |
| 1963 | El senyor de Hawaii (Diamond Head)                            | Dr. Dean Kahanna                               |                                                                       |
| 1963 | La ragazza di Bube                                            | Bebo                                           |                                                                       |
| 1963 | Els reis del sol (Kings of the Sun)                           | Balam                                          |                                                                       |
| 1964 | Persecució implacable (The High Bright Sun)                   | Haghios                                        |                                                                       |
| 1964 | 633 Squadron                                                  | Tinent Erik Bergman                            |                                                                       |
| 1964 | Vol des d'Ashiya (Flight from Ashiya)                         | 2nd Tinent John Gregg                          |                                                                       |
| 1966 | Paris brûle-t-il ?                                            | GI en un tanc                                  |                                                                       |
| 1966 | Il Ladro della Gioconda                                       | Vincent                                        |                                                                       |
| 1967 | Les senyoretes de Rochefort (Les Demoiselles de Rochefort)    | Étienne                                        |                                                                       |
| 1968 | Sharon vestida de rojo                                        |                                                |                                                                       |
| 1968 | Le Rouble a deux faces                                        | Eric Ericson                                   |                                                                       |
| 1969 | The Big Cube                                                  | Johnny Allen                                   |                                                                       |
| 1979 | Why Not Stay for Breakfast?                                   | George Clark                                   |                                                                       |
| 1982 | Jekyll and Hyde... Together Again                             | ell mateix                                     |                                                                       |
| 1990 | Pale Blood                                                    | Michael Fury                                   |                                                                       |

## Selecció de papers per a la televisió
| Any       | Pel·lícula                                   | Paper                         | Episodi                                        |
| --------- | -------------------------------------------- | ----------------------------- | ---------------------------------------------- |
| 1956      | Ford Star Jubilee                            |                               | episodi - "You're the Top"                     |
| 1969      | The Jackie Gleason Show                      | episodi - "Mousey the Dip"    |                                                |
| 1970-1975 | Medical Center                               | Alex Solkin                   | 3 episodis                                     |
| 1972      | Hawaii Five-O                                | Chris Lahani                  | 1 episodi                                      |
| 1974      | The Partridge Family                         | Capità Chuck 'Cuddles' Corwin | episodi - "Anchors Aweigh"                     |
| 1974      | Thriller                                     | Robert Stone                  | episodi - "Kiss Me and Die"                    |
| 1974      | Notorious Woman                              | Frederic Chopin               | minisèrie TV                                   |
| 1978      | Wonder Woman                                 | Carlo Indrezzano              | episodi - "Death in Disguise"                  |
| 1978      | Return to Fantasy Island                     | Pierre                        |                                                |
| 1982      | Fantasy Island                               | Capità Claude Dumont          | episodi - "The Magic Camera/Mata Hari/Valerie" |
| 1983      | CHiPs                                        | Bernard DeJardine Fox Trap    | TV                                             |
| 1983      | Matt Houston                                 | Brett Cole                    | episodi - The Showgirl Murders                 |
| 1984      | Matt Houston                                 | Clark Sawyer                  | episodi - "Waltz of Death"                     |
| 1984      | One Life to Live                             |                               | episodis desconeguts                           |
| 1984      | Poor Little Rich Girls                       | Príncep Rudolph               | episodi - "The Gentleman Caller"               |
| 1984      | Nihon no omokage                             | Lafcadio Hearn                | mini-sèries                                    |
| 1984      | Scarecrow and Mrs. King                      | Angelo Spinelli               | episodi - "Lost and Found"                     |
| 1985      | Hell Town                                    | Ric Montenez                  | episodi - "Let My Jennie Go"                   |
| 1986      | Dallas                                       | Nicholas                      | episodi - "Missing"                            |
| 1988      | Santa Barbara                                | Daniel Espinoza               |                                                |
| 1989      | S'ha escrit un crim (Murder, She Wrote) (TV) | Eric Bowman                   | episodi - "TEIXEIX UNA TRAMA BEN EMBOLICADA"   |
| 1989-1990 | Superboy                                     | Professor Peterson            | 9 episodis                                     |
| 1992      | Human Target                                 | Robillard                     | episodi - "Chances Are"                        |
| 1995      | Les Filles du Lido                           | Saskia                        | mini-sèries                                    |
| 1996      | Last of the Summer Wine                      | Max Bernard                   | episodi - "Extra! Extra!"                      |